# Cerkiew Trójcy Świętej w Tuczępach
Cerkiew Trójcy Świętej w Tuczępach – prawosławna cerkiew w Tuczępach, wzniesiona w 1877 i rozebrana w latach 30. XX wieku.
Czas powstania pierwszej parafii prawosławnej w Tuczępach nie został ustalony. W XVIII w. w miejscowości istniała parafia unicka. W 1840 należało do niej czterdziestu wiernych. W 1875, w ramach likwidacji unickiej diecezji chełmskiej, placówka duszpasterska została przymusowo przyłączona do eparchii warszawskiej Rosyjskiego Kościoła Prawosławnego. W 1877 dla parafii prawosławnej wzniesiono nową cerkiew. Była ona czynna do I wojny światowej, gdy prawosławna ludność udała się na bieżeństwo. Od lutego 1919 miejscowi katolicy, będący w znacznej większości (w samych Tuczępach po I wojnie światowej pozostało 10 prawosławnych, w okolicy - dalszych 80) ubiegali się o przejęcie cerkwi i jej rekoncyliację na kościół. Ostatecznie miało to miejsce 18 grudnia 1919. W roku następnym obiekt stał się kościołem parafialnym.
Z uwagi na zły stan techniczny budynku obiekt sakralny w Tuczępach został rozebrany po ok. dziesięciu latach od rekoncyliacji. W latach 1939–1957 we wsi powstał na miejscu cerkwi nowy kościół św. Anny, Przemienienia Pańskiego i Matki Boskiej Królowej Polskiej.